# Instabilidade térmica (química)
Em química a expressão instabilidade térmica refere-se a compostos que quando aquecidos ou resfriados a temperaturas diferentes das ditas "ambientes" decompõe-se ou apresentam alterações de sua estrutura.
Exemplos são o carbonato de cálcio que quando aquecido decompõe-se, desprendendo dióxido de carbono e resultando em óxido de cálcio:
CaCO3 → CaO + CO2
Outro exemplo é o tiossulfato de sódio, que funde-se (48.3 °C), e é estável como líquido, mas ao continuar sendo aquecido a pressão normal, decompõe-se, sem ebulir.
Para temperaturas acima da ambiente, a conceituação é na verdade difusa, pois a plena análise, toda a substância, em suas moléculas, é instável a partir de determinada temperatura, mesmo as dotadas dos pontos de ebulição mais altas, restando por último, seus átomos no estado gasoso, e mesmo estes, não seriam estáveis a temperaturas ainda mais altas, mas tais fenômenos não são mais tratados pela química nestes moldes, e sim, pela física, em especial, no que sejam plasmas.
Exemplo de substâncias que quando submetidas a extremos inferiores de temperatura modificam suas estruturas são alguns dos componentes que atribuem o sabor a refrigerantes a base de cola. Após congelamento, modificam seu sabor característico. Este fenômeno se dá em alguns casos, pois as moléculas em questão são fragmentadas pelo congelamento, passando a apresentar radicais completamente diferentes dos anteriores.